# Alfred Peschek
Alfred Peschek (* 14. Mai 1929 in Linz; † 4. Februar 2015 ebenda) war ein österreichischer Komponist und Musiker.

## Leben und Wirken
Peschek wurde im letzten Kriegsjahr als 15-Jähriger zum Volkssturm eingezogen, erlitt eine Beinverletzung und geriet kurzzeitig in amerikanische Kriegsgefangenschaft.
Ab 1946 konnte den Klavierunterricht fortsetzen, erhielt Cello- und Theorieunterricht und schrieb erste Kompositionen. Wegen Unterbrechungen des Schulbesuchs durch mehrmonatige Spitalsaufenthalte absolvierte er erst 1951 die Matura und studierte anschließend in Wien Kirchenmusik an der Wiener Musikakademie sowie Kunstgeschichte an der Universität. Er promovierte 1957 mit der Dissertation über die Messen von Franz Tuma. Während der Studienzeit war Mitglied im Akademie-Kammerchor und Akademie-Kirchenchor, spielte Orgelkonzerte und trat als Schlagwerksubstitut bei den Wiener Symphonikern auf. Zwischen 1957 und 1968 schrieb er Musikkritiken für Tageszeitungen und Fachzeitschriften und war Mitarbeiter des ORF.
Während seiner Tätigkeit als wissenschaftlicher Referent am Linzer Bruckner-Konservatorium führte er 1961 das erste Brucknerfest (Vorläuferveranstaltung des heutigen Brucknerfestes) in Linz und im nahe gelegenen St. Florian durch., wirkte er ab 1962 freischaffend, stand in Verbindung mit internationalen Avantgarde-Künstlern wie Bruno Maderna, Günter Kahowez und Francesco Valdambrini und gründete schließlich 1968 das Neue Ensemble, ein für Oberösterreich sehr wichtiger Klangkörper für Neue Musik (Zusammenarbeit mit Eela Craig) sowie einen eigenen Musikverlag, wo in der Edition Neue Reihe neben eigenen Werken auch solche von Walter Pach, Richard Kittler, Erich Urbanner und Augustinus Franz Kropfreiter erschienen.
Pescheks Musikverlag ist 2010 in dem von der LIVA gegründeten Brucknerhaus Linz Verlages aufgegangen, der 2013 in den OÖ. Musikverlag umbenannt wurde. Der Verlag versteht sich einerseits als Förderer des Werkes von Alfred Peschek, ist aber auch bemüht, neue Komponisten zu gewinnen.
Peschek galt in den 1960er und 1970er Jahren als Enfant terrible der oberösterreichischen und insbesondere Linzer Musikszene und begeisterte vor allem mit seiner unterhaltenden Art bei der Präsentation von Musikstücken.
Er sprach bei seinen Kompositionen von pantonaler Musik. Durch das eigene Ensemble, dem Bergtheater im eigenen Haus boten sich viele Entfaltungsmöglichkeiten vor allem in Verbindung von Musik und Tanz. Er gilt als einer der großen Komponisten Oberösterreichs. Die Werke des Linzer Avantgarde-Komponisten wurden weltweit aufgeführt und mehrfach mit Preisen ausgezeichnet.

## Werke
Bis 1964 verwendete Peschek das Pseudonym Michael Bertrand. In dieser Zeit veröffentlichte er Klavierstücke, Vokalwerke, Kammermusikstücke, eine Orchestermusik und Schlager. Einige der ersten unter seinem Namen veröffentlichten Werke wurden bei World Library Publications verlegt. Alle übrigen in dem von ihm selbst gegründeten Verlag. Peschek ist auch Verfasser von Aufsätzen in diversen regionalen fachlichen und heimatkundlichen Publikationen.

## Sonstiges
1988 war er Gründungsobmann der internationalen Gesellschaft für neue Musik (IGNM-)Zweigsektion Oberösterreich und Vizepräsident der Künstlervereinigung MAERZ.
Peschek war in zweiter Ehe mit der Tänzerin Erika Gangl verheiratet, mit deren Erika Gangl Tanzkompagnie er in den 1970er-Jahren zusammenarbeitete. Erika Gangl ist im Jahr 2000 verstorben.

## Auszeichnungen
- Theodor-Körner-Preis
- Kulturpreis des Landes Oberösterreich (1990)
- Kulturmedaille der Stadt Linz für sein musikalisches Gesamtwerk (2001)[7]
- Anton-Bruckner-Preis (2001)[8]

## Medien
- Zu Gast bei Hörensagen mit Norbert Trawöger, Sendung von dorf.tv vom 14. September 2012